# Danh sách tập phim Bungou Stray Dogs
Lấy bối cảnh tại thành phố cảng Yokohama, Bungou Stray Dogs (cách điệu: BSD) tập trung vào những cá nhân được ban cho sức mạnh siêu nhiên và sử dụng chúng vào các mục đích khác nhau như tổ chức kinh doanh, giải quyết bí ẩn hay thực hiện nhiệm vụ của một tổ chức mafia. Câu chuyện chủ yếu theo chân các thành viên của Cơ quan Thám tử vũ trang và cuộc sống đời thường của họ. Phim được sản xuất bởi Bones, do Takuya Igarashi đạo diễn và Yōji Enokido viết kịch bản. Nobuhiro Arai cùng với Hiroshi Kanno là giám đốc hoạt hình chính, trước đây cũng là nhà thiết kế nhân vật bên cạnh Ryō Hirata.
Taku Iwasaki phụ trách sáng tác nhạc cho bộ phim. Kazuhiro Wakabayashi là giám đốc âm thanh của series tại Glovision. Ngoài ra còn có Yumiko Kondou trên cương vị giám đốc nghệ thuật, Yukari Goto trong vai trò phối màu anime, Tsuyoshi Kanbayashi - giám đốc hình ảnh và biên tập viên Shigeru Nishiyama. Granrodeo đã biểu diễn phần nhạc nền mở đầu của anime, với tên gọi "Trash Candy", Luck Life thể hiện phần nhạc nền kết thúc "Namae wo Yobu yo" (名前を呼ぶよ lit. "Call Out The Name"). Hai mùa đầu tiên được phát hành dưới dạng DVD và Blu-ray trong khoảng thời gian từ ngày 24 tháng 6 năm 2016 đến ngày 4 tháng 8 năm 2017. Funimation đã cấp phép cho bộ truyện phát hành thêm phiên bản tiếng Anh, với bản tổng hợp đầu tiên ra mắt vào ngày 6 tháng 3 năm 2018.
Loạt phim được chia thành hai nửa: nửa đầu, gồm 12 tập, khởi chiếu vào ngày 7 tháng 4 năm 2016 và kết thúc vào ngày 23 tháng 6 năm 2016, được phát sóng trên Tokyo MX, Teletama, Chiba TV, tvk, GBS (Gifu Broadcasting), Mie TV, SUN,TVQ Kyushu,BS11 và Wowow. Nửa sau, cũng gồm 12 tập, công chiếu vào ngày 6 tháng 10 năm 2016 và kết thúc vào ngày 22 tháng 11 năm 2016. Bộ phim cũng được cấp phép để phát trực tuyến bởi Crunchyroll. Screen Mode hát bài hát mở đầu "Reason Living" trong khi Luck Life một lần nữa hát chủ đề kết thúc có tên "Kaze ga Fuku Machi" (風 が 吹 く 街 lit. "Thị trấn nơi gió thổi").
Video hoạt hình gốc của phim được đóng gói đi kèm với tập truyện tranh phiên bản giới hạn thứ 13, phát hành ngày 31 tháng 8 năm 2017.
Vào ngày 21 tháng 7 năm 2018, nhà sản xuất đã thông báo rằng loạt phim sẽ ra mắt mùa ba. Dàn diễn viên và đội ngũ nhân viên cũng sẽ trở lại vai trò của họ tương tự như hai mùa trước. Phần thứ ba khởi chiếu từ ngày 12 tháng 4 năm 2019 và kết thúc vào ngày 28 tháng 6 năm 2019, phát sóng trên các kênh Tokyo MX, TVA, KBS, SUN, BS11 và Wowow. Granrodeo tiếp tục đảm nhiệm bài hát mở đầu mùa thứ ba với "Setsuna no Ai", Luck Life cùng bài chủ đề kết thúc "Lily".
Mùa thứ bốn được công bố vào tháng 11 năm 2021, và bắt đầu lên sóng vào ngày 4 tháng 1 năm 2023. Screen Mode trình bày bài hát mở đầu phim là "True Story", Luck Life thể hiện bài hát kết thúc tên "Shirushi" (しるし).
Bungou Stray Dogs được cấp phép ở Bắc Mỹ bởi Crunchyroll (phân phối video nội địa từ Funimation) và ở Anh bởi Anime Limited.
Bản thân bộ phim ngay khi mới ra mắt đã vô cùng nổi tiếng, thường xuyên có mặt tại các cuộc bình chọn liên quan đến phong cách nhân vật hay xuất hiện trong văn hóa cosplay đại chúng của Nhật Bản. Phim hạ cánh ở vị trí thứ năm trong số những bộ anime hay nhất năm 2016 theo tờ Atomix, bằng việc ca ngợi tiền đề, thiết kế cho đến điểm độc đáo trong cách sử dụng thi liệu về những văn hào lớn trên toàn thế giới của tác phẩm. Tại lễ trao giải dành cho anime của tạp chí Newtype 2016-2017 thuộc khuôn khổ sự kiện Machi Asobi Vol.19, bộ phim đã xuất sắc giành vị trí thứ hai tại hạng mục "Phim truyền hình xuất sắc nhất". Các bản phát hành trên phương tiện truyền thông của bộ truyện cũng rất phổ biến trong nước, đạt được doanh thu cùng thành tích cao. Năm 2019 chứng kiến sự trở lại mạnh mẽ của Bungou Stray Dogs khi bộ phim tiếp tục xếp thứ hai tại hạng mục "Phim truyền hình xuất sắc nhất" tại giải thưởng của Newtype, chỉ sau Thanh gươm diệt quỷ.
Ngoài ra, BSD còn có phần phim đặc biệt mang tên Bungou Stray Dogs Wan! (文豪ストレイドッグス わん!, Bungō Sutorei Doggusu Wan) chuyển thể từ manga cùng tên do Neco Kanai đảm nhiệm, ra mắt lần đầu vào ngày 13 tháng 1 năm 2021 và kết thúc vào ngày 31 tháng 3 năm 2021.

## Danh sách tập

### Bungou Stray Dogs

#### Mùa 1 (2016)
| Tập | Tiêu đề | Ngày phát sóng gốc  |
| --- | --- | ------------------- |
| 1   | "Vận may là khó đoán trước và dễ biến hóa" "Jinsei Banji Saiō ga Tora" (人生万事塞翁が虎) | 7 tháng 4 năm 2016  |
| 2   | "Một quả bom" "Aru Bakudan" (或る爆弾) | 14 tháng 4 năm 2016 |
| 3   | "Thiên đường gangster ở Yokohama" "Yokohama Gyangusuta Paradaisu" (ヨコハマ ギャングスタア パラダヰス) | 21 tháng 4 năm 2016 |
| 4   | "Bi kịch của người theo thuyết định mệnh" "Unmeironsha no Himi" (運命論者の悲み) | 28 tháng 4 năm 2016 |
| 5   | "Án mạng trên phố D" | 5 tháng 5 năm 2016  |
| 6   | "Sứ Đồ Xanh" "Ao no Shito" (蒼の使徒) | 12 tháng 5 năm 2016 |
| 7   | "Tình yêu dành cho căn bệnh có tên lý tưởng" "Risō to Iu Yamai wo Aisu" (理想という病を愛す) | 19 tháng 5 năm 2016 |
| 8   | "Dạy cách giết; sau đó là cách chết" "Hito wo Koroshite Shine yo tote" (人を殺して死ねよとて) | 26 tháng 5 năm 2016 |
| 9   | "Người đẹp trầm lặng như tượng đá" "Utsukushiki Hito wa Sabi to Shite Sekizō no Gotoku" (うつくしき人は寂として石像の如く)                                                                                     | 2 tháng 6 năm 2016  |
| 10  | "Rashōmon và Hổ" "Rashōmon to Tora" (羅生門と虎) | 9 tháng 6 năm 2016  |
| 11  | "Thứ nhất, nghề nghiệp không phù hợp với cô. Thứ hai, Cơ quan thám tử vui vẻ" "Sono Ichi, 'Kanojo ni Mukanai Shokugyō'. Sono Ni, 'Uchōten Tanteisha" (其の一『彼女には向かない職業』。 其の二『有頂天探偵社』) | 16 tháng 6 năm 2016 |
| 12  | "Không ngừng đưa đẩy về quá khứ" "Taemanaku Kako e Oshimodosare nagara" (たえまなく過去へ押し戻されながら) | 23 tháng 6 năm 2016 |

#### Mùa 2 (2016)
| Tập      | Tiêu đề | Ngày phát sóng gốc   |
| -------- | --- | -------------------- |
| 13       | "Thời kỳ đen tối" "Kuro no Jidai" (黒の時代) | 6 tháng 10 năm 2016  |
| 14       | "Không chốn trở về" "Modorenai Basho" (戻れない場所) | 13 tháng 10 năm 2016 |
| 15       | "Căn phòng nơi chúng ta nhìn được đại dương vào ngày nào đó" "Itsuka Umi no Mieru Heya de" (いつか海の見える部屋で)                                                                                        | 20 tháng 10 năm 2016 |
| 16       | "Văn hào lưu lạc" "Bungō Sutorei Doggu" (文豪ストレイドッグ) | 27 tháng 10 năm 2016 |
| 17       | "Xung đột ba công ty" "San Shakyōgō" (社競合) | 3 tháng 11 năm 2016  |
| 18       | "Chiến lược xung đột" "Funsō no Senryaku" (紛争の戦略) | 10 tháng 11 năm 2016 |
| 19       | "Ý chí của ông trùm" "Wiru Obu Taikūn" (ウィル・オブ・タイクーン) | 17 tháng 11 năm 2016 |
| 20       | "Dù lý trí có thể sai" "Atama wa Machigau Koto ga Atte mo" (頭は間違うことがあっても) | 24 tháng 11 năm 2016 |
| 21       | "Song Hắc" "Sōtsu no Kuro" (双つの黒) | 1 tháng 12 năm 2016  |
| 22       | "Phần 1: Poe và Rampo / Phần 2: Cá Voi Trắng bơi trên bầu trời" "Sono Ichi: 'Pō to Ranpo' / Sono Ni: 'Ten no Umi o Yuku Shiro Kujira no Ari te" (其の一『ポオと乱歩』/ 其の二『天の海をゆく白鯨のありて』) | 8 tháng 12 năm 2016  |
| 23       | "Rashōmon, người hổ và hoàng đế cuối cùng" "Rashōmon to Tora to Saigo no Taikun" (羅生門と虎と最後の大君)                                                                                                  | 15 tháng 12 năm 2016 |
| 24       | "Nếu tôi có thể trút bỏ gánh nặng của mình ngay bây giờ" "Moshi Kyō Kono Nimotsu o Oroshi te Yoi no nara" (若し今日この荷物を降ろして善いのなら)                                                           | 22 tháng 12 năm 2016 |
| 25 (OVA) | "Lịch trình một mình" "Hitori Ayumu" (ひとりあゆむ) | 4 tháng 8 năm 2017   |

#### Mùa 3 (2019)
| Tập | Tiêu đề | Ngày phát sóng gốc  |
| --- | --- | ------------------- |
| 26  | "Dazai, Chūya, 15 tuổi" "Dazai, Chūya, Jūgo-Sai" (太宰、中也、十五歳)                                                       | 12 tháng 4 năm 2019 |
| 27  | "Thần lửa" "Aragami wa Ima" (荒神は今)                                                                                      | 19 tháng 4 năm 2019 |
| 28  | "Chỉ kim cương mới đánh bóng được kim cương" "Daiya wa Daiya-de Shika" (ダイヤはダイヤでしか)                               | 26 tháng 4 năm 2019 |
| 29  | "Tội lỗi của tôi là do Chúa" "Toga Ataeru wa Kami no Gō" (咎与うるは神の業)                                                 | 3 tháng 5 năm 2019  |
| 30  | "Đập cái gậy & Nghiện" | 10 tháng 5 năm 2019 |
| 31  | "Herurisu / Chân dung người cha" "Sono Ichi 'Herurisu!' Sono Ni 'Chichi no Shōzō" (其の一「ヘルリス！」 其の二「父の肖像」) | 17 tháng 5 năm 2019 |
| 32  | "Fitzgerald trỗi dậy" "Fittsujerarudo・Raijingu" (フィッツジェラルド・ライジング)                                           | 24 tháng 5 năm 2019 |
| 33  | "Một sát thủ đeo mặt nạ" "Kamen no Ansatsusha" (仮面ノ暗殺者)                                                               | 31 tháng 5 năm 2019 |
| 34  | "Ăn thịt người (Phần 1)" "Tomogui (Sono Ichi)" (共喰い(其の一))                                                             | 7 tháng 6 năm 2019  |
| 35  | "Ăn thịt người (Phần 2)" "Tomogui (Sono Ni)" (共喰い(其の二))                                                               | 14 tháng 6 năm 2019 |
| 36  | "Ăn thịt người (Phần 3)" "Tomogui (Sono San)" (共喰い(其の三))                                                              | 21 tháng 6 năm 2019 |
| 37  | "Tiếng vọng" "Ekō" (回向)                                                                                                   | 28 tháng 6 năm 2019 |

#### Mùa 4 (2023)
| Tập | Tiêu đề                                                                         | Ngày phát sóng gốc  |
| --- | ------------------------------------------------------------------------------- | ------------------- |
| 38  | "Ko kenshi to meitantei" (孤剣士と名探偵)                                       | 4 tháng 1 năm 2023  |
| 39  | "Hiru wa yume, yoru zo gen" (晝は夢、夜ぞ現)                                    | 11 tháng 1 năm 2023 |
| 40  | "Tantei-sha setsuritsu hiwa" (探偵社設立秘話)                                   | 18 tháng 1 năm 2023 |
| 41  | "Kanpekina satsujin to satsujin-sha (sono ichi)" (完璧な殺人と殺人者（其の一）) | 25 tháng 1 năm 2023 |
| 42  | "Kanpekina satsujin to satsujin-sha (sono ni)" (完璧な殺人と殺人者（其の二）)   | 1 tháng 2 năm 2023  |
| 43  | "Higekinaru Nichiyōbi" (悲劇なる日曜日)                                         | 8 tháng 2 năm 2023  |
| 44  | "Dogs Hunt Dogs" (DOGS HUNT DOGS)                                               | 15 tháng 2 năm 2023 |
| 45  | "Kimi mo tsumi no ko, ga mo tsumi no ko" (君も罪の子、我も罪の子)               | 22 tháng 2 năm 2023 |
| 46  | "Chō o yume mu" (蝶を夢む)                                                      | 1 tháng 3 năm 2023  |
| 47  | "Hanenaki mi no kanashiki ka na" (翅無き身の悲しきかな)                         | 8 tháng 3 năm 2023  |
| 48  | "Datsugoku ki" (脱獄記)                                                         | 15 tháng 3 năm 2023 |
| 49  | "Bungo Hound Dogs" (文豪ハウンドドッグス)                                       | 22 tháng 3 năm 2023 |
| 50  | "Skyfall" (SKYFALL)                                                             | 29 tháng 3 năm 2023 |

### Bungou Stray Dogs Wan!
| #  | Tiêu đề | Ngày phát sóng gốc |
| -- | --- | ------------------ |
| 1  | Văn hào lưu lạc hàng REAL (文豪ストレイドッグスREAL, Bungō Stray Dogs Real)                                | 13 tháng 1, 2021   |
| 1  | Bên trong tủ đồ có gì đây? (ロッカーの中身はなんでしょな?, Rokkā no Nakami wa Nandesho na?)                | 13 tháng 1, 2021   |
| 1  | Bắt sóng lệch pha (嚙み合わないやりとり, Kamiawanai Yaritori)                                              | 13 tháng 1, 2021   |
| 2  | Mình đi ngắm hoa thôi! (お花見に行こう！, O Hanami ni Ikou!)                                               | 20 tháng 1, 2021   |
| 2  | Cùng đi đến nhà tắm! (お風呂に行こう！, O Furo ni Ikou!)                                                   | 20 tháng 1, 2021   |
| 3  | Siêu chiến lược chạy việc (おつかい大作戦, Otsukai Daisakusen)                                             | 27 tháng 1, 2021   |
| 3  | Thứ Kyōka nhặt được (鏡花の拾いもの, Kyōka no Hiroimono)                                                   | 27 tháng 1, 2021   |
| 3  | Một ngày thông thái của Ranpo-san (乱歩さんのお利口な一日, Ranpo-san no Orikō na Ichinichi)                | 27 tháng 1, 2021   |
| 4  | Việc chạy vặt của Akutagawa-kun (芥川君のお遣い, Akutagawa-kun no Otsukai)                                 | 3 tháng 2, 2021    |
| 4  | Một mafia không giết người (ころさずのまふぃあ, Korosazu no Mafia)                                         | 3 tháng 2, 2021    |
| 4  | Hợp tác với kẻ đó (アイツとコンビ〜本気編〜, Aitsu to Konbi: Maji-hen)                                     | 3 tháng 2, 2021    |
| 5  | Dazai, Chūya, 14 tuổi (ảo tưởng sức mạnh) (太宰・中也 １４歳, Dazai, Chūya, Chūnibyō)                      | 10 tháng 2, 2021   |
| 5  | Một ngày nọ ở Yokohama (とある横浜の一日, Toaru Yokohama no Tsuitachi)                                     | 10 tháng 2, 2021   |
| 5  | Cậu bé và chú cún con (少年と子犬, Shōnen to Koinu)                                                        | 10 tháng 2, 2021   |
| 6  | Dazai-san đứng ngồi không yên (ヒヤハラ太宰さん, Hiyahara Dazai-san)                                       | 17 tháng 2, 2021   |
| 6  | Nếu tôi có thể bày tỏ trăm suy nghĩ (百の思いを告げたなら, Hyaku no Omoi wo Tsugetanara)                   | 17 tháng 2, 2021   |
| 6  | Xin hãy chia sẻ! Cơ quan Thám tử Vũ trang! (拡散希望！武装探偵社!, Kakusan Kibō! Busō Tantei-sha!)         | 17 tháng 2, 2021   |
| 7  | Mầm non Bunsuto! (文ストほいくえん!, Bunsuto Hoikuen!)                                                     | 24 tháng 2, 2021   |
| 8  | Cố lên nào Higuchi-san! (がんばれ樋口さん！, Ganbare Higuchi-san!)                                         | 3 tháng 3, 2021    |
| 8  | Đường kéo dài vô tận (線路は続くよ どこまでも, Senro wa Tsudzuku yo Dokomademo)                            | 3 tháng 3, 2021    |
| 8  | Chiến dịch thế thân rối rắm (影武者むしゃむしゃ大作戦, Kagemusha Mushamusha Sakusen Kaigi )                | 3 tháng 3, 2021    |
| 9  | Sự bất cẩn của bác sĩ Yosano! Đồ bỏ quên (与謝野医師のうっかり！忘れ物, Yosano Ishi no Ukkari! Wasuremono) | 10 tháng 3, 2021   |
| 9  | Đuôi tôm cùng đủ thứ chuyện (海老の尻尾のエトセトラ, Ebi no Shippo no Etosetora)                           | 10 tháng 3, 2021   |
| 9  | Tôi vẽ cậu cậu vẽ tôi (僕を描く君を描く僕, Boku o Kaku Kimi o Kaku Boku)                                   | 10 tháng 3, 2021   |
| 10 | Hổ trắng và món Oden (白い虎とおでんを, Shiroi Tora to Oden wo)                                            | 17 tháng 3, 2021   |
| 10 | Hoảng loạn trong thang máy (エレベーターパニック, Erebētā Panikku)                                         | 17 tháng 3, 2021   |
| 10 | Công ty thám tử hạ nhiệt (武装探偵社納涼をする, Busō Tantei-sha Nōryō o Suru)                              | 17 tháng 3, 2021   |
| 11 | Thời kỳ đen tối (黒の時代編, Kuro no Jidai-hen)                                                            | 24 tháng 3, 2021   |
| 12 | Hoán đổi thân xác (とりかえっこ劇場, Torikaekko Gekijō)                                                    | 31 tháng 3, 2021   |
| 12 | Báu vật của tôi (私の宝物, Watashi no Takaramono)                                                          | 31 tháng 3, 2021   |
| 12 | Kế hoạch của Nakajima Atsushi (中島敦、画策する, Nakajima Atsushi, Kakusaku Suru)                          | 31 tháng 3, 2021   |

## Phát hành

### Nhật Bản

#### Mùa 1
| Vol. | Ngày ra mắt       | Số đĩa | Số tập |
| ---- | ----------------- | ------ | ------ |
| 1    | 24 tháng 6, 2016  | 1      | 1–2    |
| 2    | 29 tháng 7, 2016  | 1      | 3–4    |
| 3    | 26 tháng 8, 2016  | 1      | 5–6    |
| 4    | 30 tháng 9, 2016  | 1      | 7–8    |
| 5    | 28 tháng 10, 2016 | 1      | 9–10   |
| 6    | 25 tháng 11, 2016 | 1      | 11–12  |

#### Mùa 2
| Vol. | Ngày ra mắt       | Số đĩa | Số tập |
| ---- | ----------------- | ------ | ------ |
| 7    | 23 tháng 12, 2016 | 1      | 13–14  |
| 8    | 27 tháng 1, 2017  | 1      | 15–16  |
| 9    | 24 tháng 2, 2017  | 1      | 17–18  |
| 10   | 24 tháng 3, 2017  | 1      | 19–20  |
| 11   | 28 tháng 4, 2017  | 1      | 21–22  |
| 12   | 26 tháng 5, 2017  | 1      | 23–24  |

#### Mùa 3
| Vol. | Ngày ra mắt      | Số đĩa | Số tập |
| ---- | ---------------- | ------ | ------ |
| 13   | 21 tháng 6, 2019 | 1      | 26–28  |
| 14   | 24 tháng 7, 2019 | 1      | 29–31  |
| 15   | 23 tháng 8, 2019 | 1      | 32–34  |
| 16   | 25 tháng 9, 2019 | 1      | 35–37  |

### Bắc Mỹ
| Tên        | Ngày ra mắt      | Số đĩa | Số tập |
| ---------- | ---------------- | ------ | ------ |
| Mùa 1      | 6 tháng 3, 2018  | 2      | 1–12   |
| Mùa 2      | 4 tháng 9, 2018  | 2      | 13–25  |
| Mùa 3      | 9 tháng 6, 2019  | 2      | 26–37  |
| Mùa 1 và 2 | 17 tháng 9, 2019 | 2      | 1–24   |

### Úc
| Tên   | Ngày ra mắt      | Số đĩa | Số tập |
| ----- | ---------------- | ------ | ------ |
| Mùa 1 | 20 tháng 2, 2019 | 2      | 1–12   |
| Mùa 2 | 20 tháng 2, 2019 | 2      | 13–24  |